# 喬建中
喬建中（1941年8月27日—） ，陝西榆林人。音樂學學者，以中國民歌、中國音樂地理學、當代中國器樂文化及傳統音樂學術史為研究方向。曾擔任中國藝術研究院音樂研究所前所長、研究員、博士生導師，上海音樂學院、中國音樂學院等多校博士生導師，國立臺南藝術大學、國立臺灣師範大學等多校客座教授，中國傳統音樂學會會長。國家非物質文化遺產保護工作專家委員會成員。曾獲中國國務院批准的「國家有突出貢獻專家」稱號，中華人民共和國文化部頒發「特殊貢獻個人獎」。

## 生平
喬建中於1958年就讀西安音樂專科學校（今西安音樂學院附中），1961年進入西安音樂學院，1964年改讀中國音樂學院，並在1967年畢業。1969年進入中國京劇院《紅色娘子軍》劇組，1973年被分配至山東省藝術館音樂組，因而開始採集山東民歌。1982年畢業於中國藝術研究院研究生部，獲得碩士學位，其間先後師從魯日融、薄占武、馮文慈、郭乃安、簡其華等人。
1982年起在中國藝術研究院音樂研究所擔任研究員，1985年任副所長，1988年至2001年間擔任所長。
1989年起在福建師範大學、上海音樂學院、中國音樂學院、杭州師範大學等校開課並擔任博士生導師。1997年到1998年任香港大學音樂系黃麗松講座教授。2002年起被國立臺南藝術大學、佛光大學、國立臺灣師範大學聘為客座教授。2004年任上海音樂學院錢仁康學術講壇首任講座教授。2006年至2018年間為中國傳統音樂學會會長。亦曾擔任《音樂研究》副主編；《人民音樂》、《音樂藝術》編委，香港中樂團、新加坡華樂團顧問。

## 學術研究
以中國民歌、中國音樂地理學、當代中國器樂文化及二十世紀中國傳統音樂研究學術史等方向為主。曾赴山東、黃河中下游及內蒙古等地進行田野調查，組織並參與冀中笙管樂。

## 著作

### 專著
- 《瑤族民歌》（1987年）
- 《漢族民歌近似色彩區的劃分》（1987年）
- 《土地與歌：傳統音樂文化及其歷史地理背景研究》（1998年首版，2009年修訂版）
- 《歎詠百年：喬建中音樂學研究文集》（2002年）
- 《中國民歌經典鑒賞指南（上）、（下）》（2002年）
- 《國樂今說：喬建中音樂文集》（2005年），上海音樂學院出版社
- 《中國傳統音樂》（2009年），上海音樂學院出版社

### 編著
- 《民族器樂‧魯西南鼓吹樂選集》（1982年）
- 《中國音樂年鑒》（1990—1992）
- 《中國音樂學一代宗師－楊蔭瀏（紀念集）》（1992年）
- 《典藏中國音樂大系》專輯（1996-2002年）
- 《楊蔭瀏全集》（2002年）
- 《中國鑼鼓》（2002年）
- 《江南絲竹音樂大成》（2004年）
- 《音樂學概論》（2005年）
- 《20世紀中國音樂學經典文獻導讀‧中國傳統音樂卷》（2009年）
- 《華樂大典‧二胡卷》（2010年）

## 榮譽
- 1992年獲得中國國務院批准的「國家有突出貢獻專家」稱號[1][2]
- 1997年被收入英國劍橋國際傳記中心（英语：International Biographical Centre）《國際名人傳記辭典》（Dictionary of International Biography）第26版[1][2]
- 2004年獲中華人民共和國文化部頒發「特殊貢獻個人獎」[1][2]
- 中國民族管弦樂學會「終身成就獎」[1]
- 中國音樂學院「院長特別獎」[1]
- 享有国务院政府特殊津贴[2]